# Amity Foundation
Pour les articles homonymes, voir Amity.
 (janvier 2016).

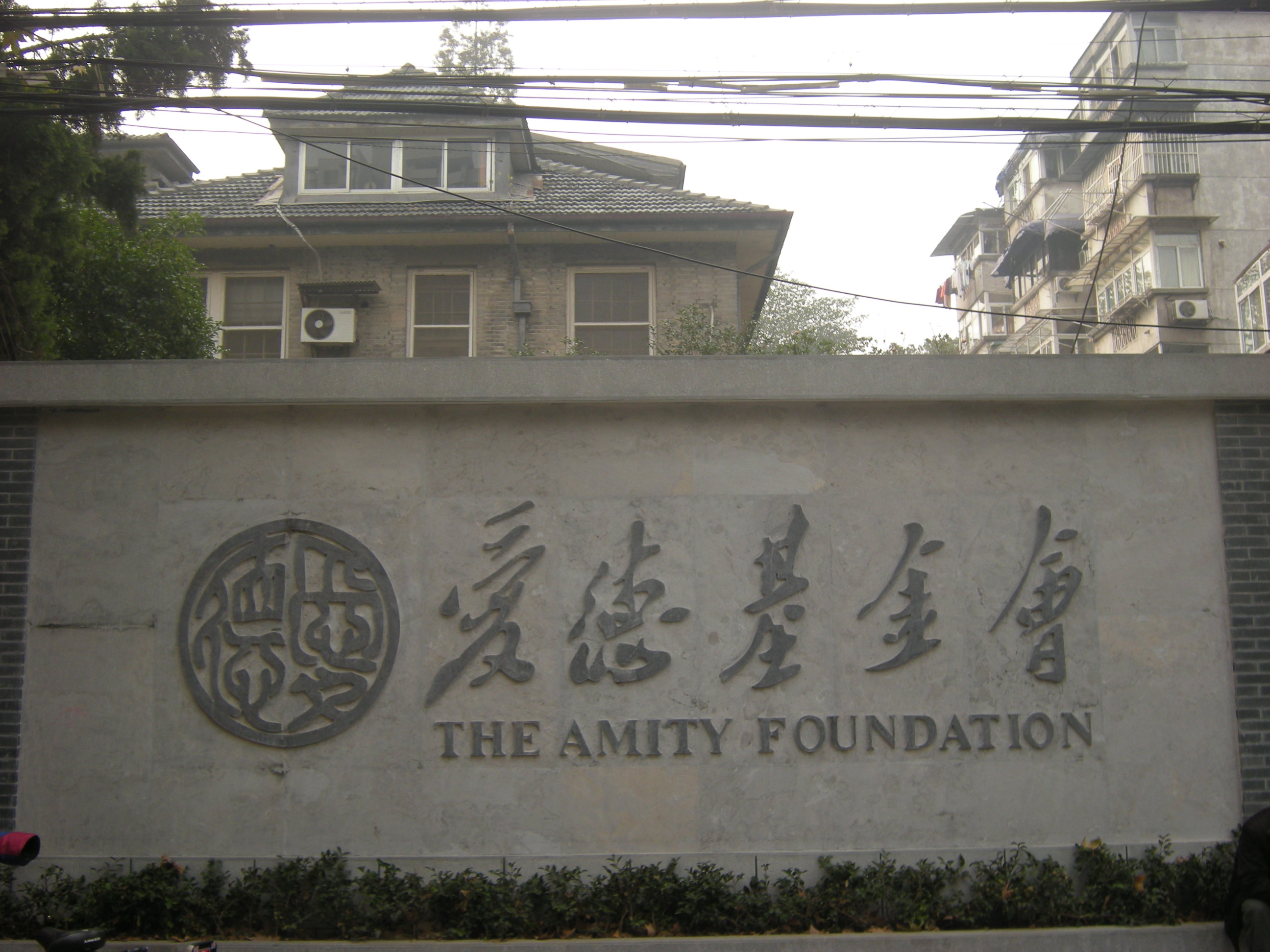
Le siège de la Amity Foundation à Nanjing, en Chine

Amity Foundation (en chinois : 爱德基金会 |pinyin: Àidé Jījīn Huì) est une organisation indépendante et bénévole basée en Chine. Elle a été créée en 1985 à l'initiative de chrétiens protestants établis en République populaire de Chine et réunis par l'ancien évêque anglican K. H. Ting (en), avec pour principal objectif d'aider les régions pauvres du pays à se développer. Son siège est à Nanjing et une branche de l'organisation se trouve également à Hong Kong. L'organisation est également connue pour son imprimerie, la Amity Printing Company (ou APC, parfois également appelée l'Amity Printing Press), le plus grand producteur de bibles en Chine.

## De la foi aux actions sociales
L'une des forces motrices à l'origine de l‘Amity Foundation a été le désir des chinois chrétiens qui, comme d'autres groupes religieux ont subi des persécutions notamment au cours de la Révolution culturelle, de contribuer à la reconstruction et au développement de la société. Dès le début, l'organisation a contribué au développement de l'éducation, des services sociaux, de la santé et du développement rural des provinces côtières de la Chine à l'est, ainsi que dans les régions de l'Ouest où vivent les minorités. De nos jours, l'organisation ne se considère pas comme confessionnelle, mais plutôt comme une organisation engagée qui travaille autant avec des chrétiens que des membres d'autres communautés religieuses et athées. D'autres organisations partenaires ont salué le travail et l'activité de l'Amity Foundation. Récemment, l'organisation a également été reconnue dans les médias nationaux et internationaux pour la rapidité de son action et son travail de secours en réponse aux catastrophes naturelles ayant eu lieu notamment dans la province du Sichuan.

## Activités
- Les opérations de secours
- Travail social soutenu et dirigé par l'église
- Enseignement médical dans les régions les plus pauvres de la Chine
- Sensibilisation au SIDA/VIH et formation sur la prévention
- Éducation à la campagne et pour les enfants des travailleurs migrants
- Enseignement spécialisé (par exemple, travail avec des enfants sourds ou handicapés)
- Prise en soin des orphelins
- Protection de l'environnement
- Développement intégré (par exemple, offre des soins de santé de base, la scolarisation, l'énergie propre, la formation professionnelle agricole et la microfinance à des communautés villageoises)

## L'imprimerieAmity Printing Company

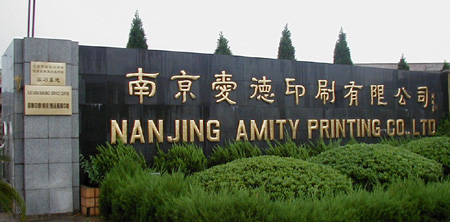
LAmity Printing Company aussi à Nanjing

L'Amity Printing Company (APC, (zh)), basée à Nanjing, est un des plus grands imprimeurs de bibles en Chine. En partie en coopération avec l'Alliance biblique universelle, elle a publié depuis 1987 des bibles en chinois ainsi que dans plusieurs langues des minorités ethniques, et encore d'autres langues pour l'exportation.